# Trzy Korony (zespół muzyczny)
Trzy Korony – zespół muzyczny założony przez Krzysztofa Klenczona po jego odejściu z zespołu Czerwone Gitary. 

## Historia
Działał od wiosny 1970 do wiosny 1972 roku. W roku 1971 nagrał album Krzysztof Klenczon i Trzy Korony, z którego pochodzi utwór „10 w skali Beauforta”.
We wrześniu 2010 podczas sesji zdjęciowej do dokumentalnego filmu 10 w skali Beauforta, muzycy Trzech Koron wystąpili w klubie Stary Rower w  Sopocie. 
W czerwcu 2011 Agencja Fonograficzna Polskiego Radia wydała drugi album Trzech Koron, dedykowany twórczości Krzysztofa Klenczona. Album został zatytułowany Krzysztof Klenczon i Trzy Korony - (Nie) przejdziemy do historii. Na płycie znalazło się 12 zrekonstruowanych cyfrowo, nie publikowanych dotąd utworów nagranych dla Polskiego Radia, a także dodatkowo dwa utwory w nowym opracowaniu muzycznym, w których wykorzystano oryginalną ścieżkę dźwiękową głosu Krzysztofa Klenczona.

## Skład
- Krzysztof Klenczon – gitara, śpiew
- Grzegorz Andrian – gitara basowa, śpiew
- Ryszard Klenczon – gitara hawajska
- Marek Ślazyk – perkusja (1970)
- Piotr Stajkowski – perkusja (1971-1972)
- Maria Głuchowska – śpiew (1972, śpiewała podczas ostatniej trasy koncertowej pt. Nie przejdziemy do historii wraz z K. Klenczonem i Niebiesko-Czarnymi)
- Grzegorz Nogowski – gitara (1972, grał podczas ostatniej trasy koncertowej pt. Nie przejdziemy do historii wraz z K. Klenczonem i Niebiesko-Czarnymi)

Menadżerem zespołu był późniejszy polityk Andrzej Olechowski.